# تپه بوریاباف
تپه بوریاباف مربوط به سده‌های میانه دوران‌های تاریخی پس از اسلام است و در شهرستان بروجرد، بخش مرکزی، دهستان همت‌آباد، ۵۰ متری جنوب روستای بوریاباف واقع شده و این اثر در تاریخ ۲۲ اسفند ۱۳۸۵ با شمارهٔ ثبت ۱۸۱۹۶ به‌عنوان یکی از آثار ملی ایران به ثبت رسیده است.